# Moritz von Prittwitz (General, 1747)

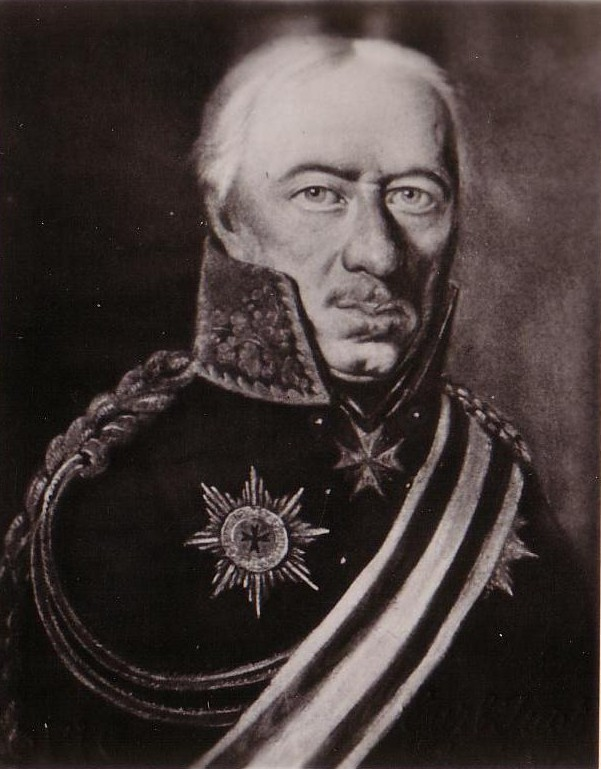
Moritz von Prittwitz

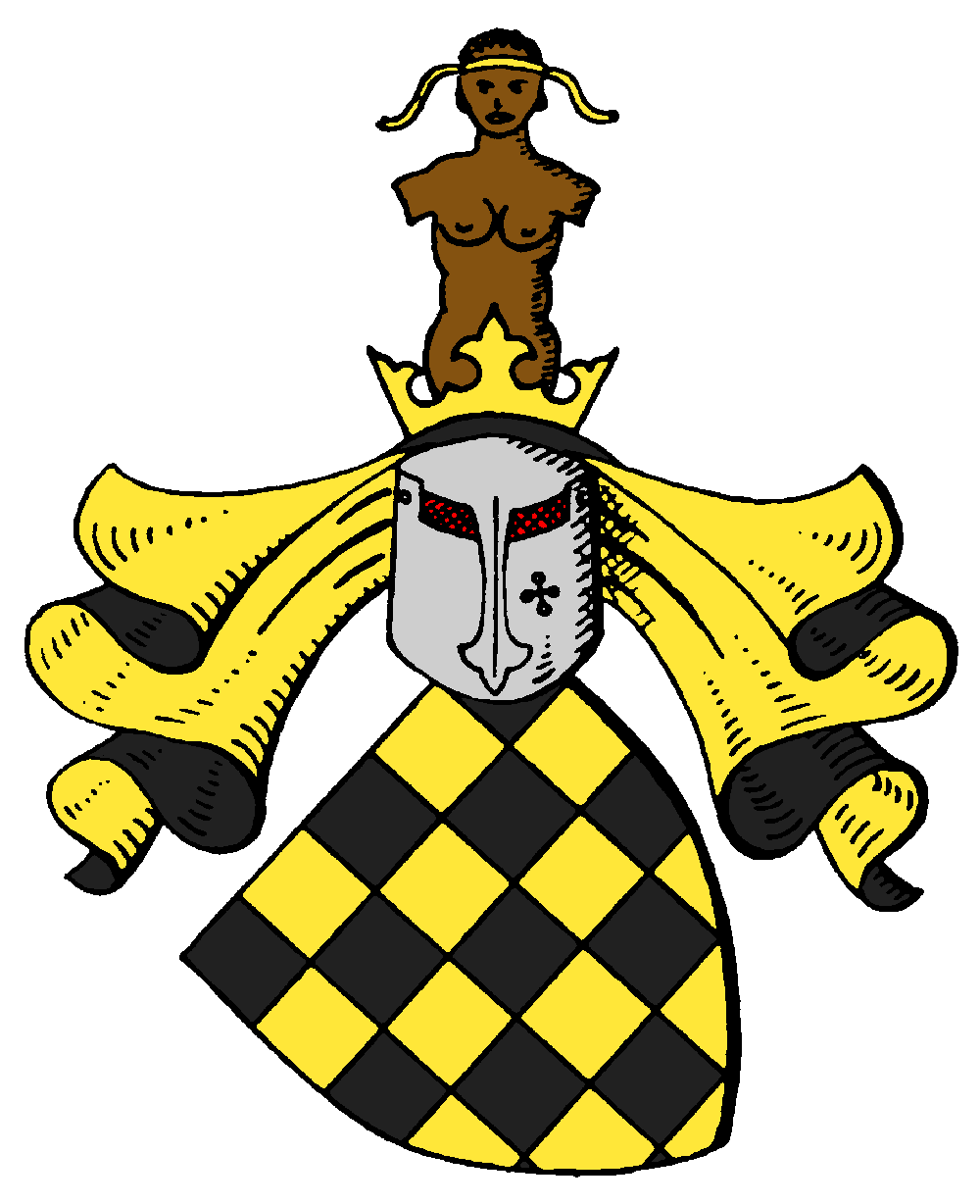
Das Wappen der Familie von Prittwitz und Gaffron

Siegmund Moritz von Prittwitz (* 29. Juni 1747 auf Gut Ober-Pontwitz; † 14. Mai 1822 in Oels) war ein preußischer Generalleutnant sowie Herr auf den Gütern Ober- und Unter-Ludwigsdorf im Landkreis Oels.

## Leben

### Herkunft
Von Prittwitz entstammte dem alten, weitverzweigten schlesischen Adelsgeschlecht derer von Prittwitz. Er war der Sohn des Gutsbesitzers Moritz Christian von Prittwitz (* 23. November 1711; † 24. April 1769) und dessen erster Ehefrau Friederike Erdmuthe, geborene von Clesel aus dem Hause Lendschütz, Kreis Wohlau (* 27. November 1722; † 19. Oktober 1760). Sein Großvater war der preußische Landrat des Kreises Wartenberg Leonhard Moritz von Prittwitz und Gaffron.

### Militärkarriere
Prittwitz wurde 1762 als Estandartenjunker im Kürassierregiment „von Schlabrendorff“ der Preußischen Armee in Breslau angestellt. Hier wurde er 1764 Kornett und am 2. Dezember 1772 zum Leutnant befördert. Anschließend versah er seinen Dienst im Husarenregiment „von Werner“ und nahm 1778/79 am Bayerischen Erbfolgekrieg teil. Am 6. September 1780 folgte seine Beförderung zum Stabsrittmeister und er versah dann seinen Dienst als Eskadronchef im Husarenregiment „von Rosenpusch“ in Konstadt.
- 1787: Beförderung zum Major (2. September)
- 1792/93: Teilnahme an der Rhein-Kampagne als Kommandeur des Husarenregiments „von Köhler“ und Kommandeur der Avantgarde des Korps Hohenlohe; Gefecht bei Valmy (20. September 1792), Kreuznach und Bingen; Einnahme von Blieskastel (1793)
- anschließend Garnison in Schlesien.
- 1796: Beförderung zum Oberstleutnant
- 1798: Beförderung zum Oberst (1. Juni)
- 1804: ab Dezember Kommandeur des Husarenregiments „von Suter“
- 1805: Beförderung zum Generalmajor (21. Mai)
- 1806–1807: Teilnehmer in den Koalitionskriegen als Kommandeur der Vorposten-Brigade des Korps L’Estocq; Sieg über die Franzosen bei Schippenbeil (1806), Schlacht bei Preußisch Eylau (8. Februar 1807)
- ab 20. Dezember 1808 2. Chef des neuformierten 1. Leib-Husaren-Regiments

Am 1. Juli 1813 wurde ihm sein Abschied mit einer jährlichen Pension von 1.000 Talern bewilligt. Kurz darauf erhielt Prittwitz am 4. August 1813 den Charakter als Generalleutnant verliehen. Er verstarb am 14. Mai 1822 in Oels und wurde drei Tage später in der Familiengruft in Ludwigsdorf beigesetzt.

### Familie
Prittwitz heiratete am 4. August 1791 auf Gut Droschkau, Landkreis Namslau, Louise Wilhelmine Friederike von Poser und Groß-Naedlitz (1775–1833). Sie war die Tochter von Gotthelf Heinrich Christian Wilhelm von Poser und Groß-Naedlitz († 1801), Herr auf den Gütern Nassadel (Kreis Groß Wartenberg) und Droschkau, Kreis Namslau, und der aus ihrer ersten Ehe verwitweten Karoline Christiane Riemer von Riemberg († 1819).
Aus der Ehe gingen folgende Kinder hervor:
- Luise Wilhelmine (1795–1807)
- Moritz Wilhelm (1796–1866), preußischer Sekondeleutnant a. D. ⚭ Agnes Bieneck (* 12. Februar 1815; † 24. November 1893)
- Sophie Wilhelmine (1797–1802)
- Karl Moritz Wilhelm (1801–1828)
- Friederike Sigismunde (1805–1881) ⚭ Karl von Wedel (1783–1858), preußischer Generalleutnant

Seine Enkelin – Tochter von Moritz Wilhelm – Martha von Prittwitz und Gaffron (1847–1875) war die erste Ehefrau des k.u.k. Generalmajors Gustav von Görtz und Astein.

### Orden und Ehrenzeichen
- Pour le Mérite am 24. September 1792
- Roter Adlerorden I. Klasse am 10. Oktober 1807
- Russischer Orden der Heiligen Anna 1. Klasse am 5. Mai 1808